# Эвертс (тауншип, Миннесота)
Эвертс (англ. Everts) — тауншип в округе Оттер-Тейл, Миннесота, США. На 2000 год его население составило 774 человека.

## География
По данным Бюро переписи населения США площадь тауншипа составляет 89,1 км², из которых 59,9 км² занимает суша, а 29,1 км² — вода (32,71 %).

## Демография
По данным переписи населения 2000 года здесь находились 774 человека, 310 домохозяйств и 249 семей.  Плотность населения —  12,9 чел./км².  На территории тауншипа расположено 929 построек со средней плотностью 15,5 построек на один квадратный километр. Расовый состав населения: 98,58 % белых, 0,26 % афроамериканцев, 0,13 % коренных американцев, 0,26 % азиатов, 0,13 % c Тихоокеанских островов, 0,13 % — других рас США и 0,52 % приходится на две или более других рас. Испанцы или латиноамериканцы любой расы составляли 0,26 % от популяции тауншипа.
Из 310 домохозяйств в 18,4 % воспитывались дети до 18 лет, в 77,1 % проживали супружеские пары, в 2,3 % проживали незамужние женщины и в 19,4 % домохозяйств проживали несемейные люди. 17,4 % домохозяйств состояли из одного человека, при том 8,4 % из — одиноких пожилых людей старше 65 лет. Средний размер домохозяйства — 2,30, а семьи — 2,58 человека.
15,4 % населения — младше 18 лет, 2,2 % — в возрасте от 18 до 24 лет, 17,2 % — от 25 до 44, 32,4 % — от 45 до 64, и 32,8 % — старше 65 лет. Средний возраст — 56 лет. На каждые 100 женщин приходилось 93,0 мужчин.  На каждые 100 женщин старше 18 приходилось 86,1 мужчин.
Средний годовой доход домохозяйства составлял 44 917 долларов, а средний годовой доход семьи —  52 083 доллара. Средний доход мужчин —  35 395  долларов, в то время как у женщин — 26 250. Доход на душу населения составил 27 823 доллара. За чертой бедности находились 1,3 % семей и 3,6 % всего населения тауншипа, из которых 8,2 % младше 18 и 3,9 % старше 65 лет.